# Nototriton barbouri
Nototriton barbouri es una especie de salamandras en la familia Plethodontidae. Nombrada para honrar al zoólogo Thomas Barbour.

## Distribución geográfica yhábitat
Es endémica del departamento de Yoro (Honduras).
Su hábitat natural son bosques húmedos tropicales o subtropicales a media altitud y los montanos húmedos tropicales o subtropicales.
Está amenazada de extinción debido a la destrucción de su hábitat.